# Лелія (урочище)
Уро́чище «Лелі́я» — комплексна пам'ятка природи загальнодержавного значення в Україні. Об'єкт природно-заповідного фонду Дніпропетровської області. 
Розташована в межах Царичанського району Дніпропетровської області, на північ від села Турове. 
Площа 30 га. Створена в 1975 році. Керівна організація: Царичанська райдержадміністрація. 
Охороняється степова ділянка з різнотравно-типчаково-ковиловою рослинністю на правобережжі Орілі. Ділянка розташована на природному пагорбі (місцева назва — Гелея, Гілея) та залишках укріпленої лінії, зведеної у XVIII ст. Трав'яний покрив утворюють костриця валлійська (типчак), стоколос прибережний, а також ковила Лессінга, занесена до Червоної книги України. У заплаві Орілі — лісова й лучно-болотна рослинність. 
З тварин водяться заєць, куниця кам'яна, ласиця. Багато птахів.